# Pollenia intermedia
Pollenia intermedia är en tvåvingeart som beskrevs av Macquart 1835. I den svenska databasen Dyntaxa används istället namnet Pollenia labialis. Pollenia intermedia ingår i släktet vindsflugor, och familjen spyflugor. Arten är reproducerande i Sverige. Inga underarter finns listade i Catalogue of Life.